# Janusz Badora
Janusz Badora (ur. 6 marca 1931 w Częstochowie) – polski trener siatkówki kobiet, trener reprezentacji Polski seniorek (1989), zdobywca tytułu mistrza Grecji z męską drużyną Panathinaikosu Ateny (1984, 1985)

## Życiorys
W 1954 ukończył studia na Akademii Wychowania Fizycznego w Warszawie. Od 1955 mieszkał i pracował w Gdańsku. Początkowo prowadził męską i żeńską drużynę AZS Gdańsk i wprowadził obie te drużyny do ekstraklasy w 1960. Został też wybrany trenerem roku 1961 w Plebiscycie Dziennika Bałtyckiego. Jego zawodniczką była m.in. Krystyna Krupa. W kolejnych latach pracował w Spójni Gdańsk i Gedanii. W 1977 prowadził reprezentację Polski juniorek, która zajęła 4. miejsce na mistrzostwach Europy.
W latach 1983–1985 pracował z męską drużyną Panathinaikosu Ateny i zdobył z nią dwa tytuły mistrza Grecji (1984, 1985) i dwa razy Puchar Grecji (1984, 1985). W 1989 prowadził reprezentację Polski seniorek, m.in. na mistrzostwach Europy, w których drużyna ta zajęła 9. miejsce. Po ME zrezygnował z prowadzenia kadry.
Jest honorowym członkiem Akademickiego Związku Sportowego